# 先天性水痘症候群
克斯提洛氏彈性蛋白缺陷症，又名小黑人症、科斯特洛綜合症、面肌肉骨骼綜合症（faciocutaneoskeletal syndrome）或FCS綜合症等各種名稱，是一種罕見的遺傳疾病，會影響身體的許多部位。「小黑人症」這個名稱源於患者的皮膚常因色素沉着而黝黑。

## 徵狀與特點
特點是發育遲緩，精神發育遲緩，面部特徵明顯，關節異常柔軟，額外皮膚皺褶多，特別是手足
病因未明，但應與HRAS基因有關，因約80-90%的患者身上可找到此基因的突變。
目前在全球只有250則病例。
遺傳方面，其遺傳方式為自體顯性遺傳疾病，即由新發生的突變所引起。